# Симпсон (пролив)
Си́мпсон (англ. Simpson Strait) — пролив, отделяющий остров Кинг-Вильям Канадского Арктического архипелага от полуострова Аделейд материковой части территории Нунавут.

## География
Пролив Симпсон расположен в северо-западной части Канады. Соединяет залив Куин-Мод, расположенный на западе, с заливом Расмуссен на востоке. Максимальная ширина пролива составляет 16 км, минимальная ширина — 3,2 км. Длина пролива равна 80 км. Пролив Дис мелководен и изобилует мелкими островами, самые крупные из которых:
- Алберт (англ. Albert)
- Бивер (англ. Beaver)
- Боулдер (англ. Boulder)
- Кастор (англ. Castor)
- Ченс (англ. Chens)
- Клаб (англ. Club)
- Комб (англ. Comb)
- Денилл (англ. Denille)
- Долфин (англ. Dolphin)
- Эта (англ. Eta)
- Хук (англ. Hook)
- Килвиннин (англ. Kilwinning)
- Поллукс (англ. Pollux)
- Ристведт (англ. Ristvedt)
- Саатук (англ. Saatuq)
- Сарвак (англ. Sarvaq)
- Таоуп (англ. Taupe)

Пролив находится в полярной области и большую часть года покрыт льдами.
Томас Симпсон и Питер Уоррен Дис открыли пролив в 1839 году во время своих арктических экспедиций 1837—1839 годов. Назван в честь Томаса Симпсона. Помимо пролива Симпсон во время экспедиций были открыты и исследованы залив Куин-Мод и пролив Дис. Особенностью данных экспедиций было то, что для плавания использовались лодки, а не корабли. В 1903 году Руаль Амундсен проплыл по проливу во время своей успешной экспедиции по преодолению Северо-Западного прохода с востока на запад.